# Jacob Ortmark
Jacob Åke Stefan Ortmark (sinh ngày 29 tháng 8 năm 1997) là một cầu thủ bóng đá người Thụy Điển thi đấu cho IF Brommapojkarna ở vị trí tiền vệ.